# Hyposoter parorgyiae
Hyposoter parorgyiae là một loài tò vò trong họ Ichneumonidae.